# Чудин (Житомирская область)
Чудин (укр. Чудин) — село на Украине, находится в Радомышльском районе Житомирской области.
Код КОАТУУ — 1825080903. Население по переписи 2001 года составляет 346 человек. Почтовый индекс — 12243. Телефонный код — 4132. Занимает площадь 1,326 км².

## Адрес местного совета
12242, Житомирская область, Радомышльский р-н, с.Великая Рача